# سيغريد بورغ
سيغريد بورغ (بالنرويجية البوكمول: Sigrid Borge)‏ هي رامية الرمح ‏ نرويجية، ولدت في 3 ديسمبر 1995 في Hausvik ‏ في النرويج.

## وصلات خارجية
- سيغريد بورغ على موقع الاتحاد الدولي لألعاب القوى (الإنجليزية)